# Skautské podání ruky

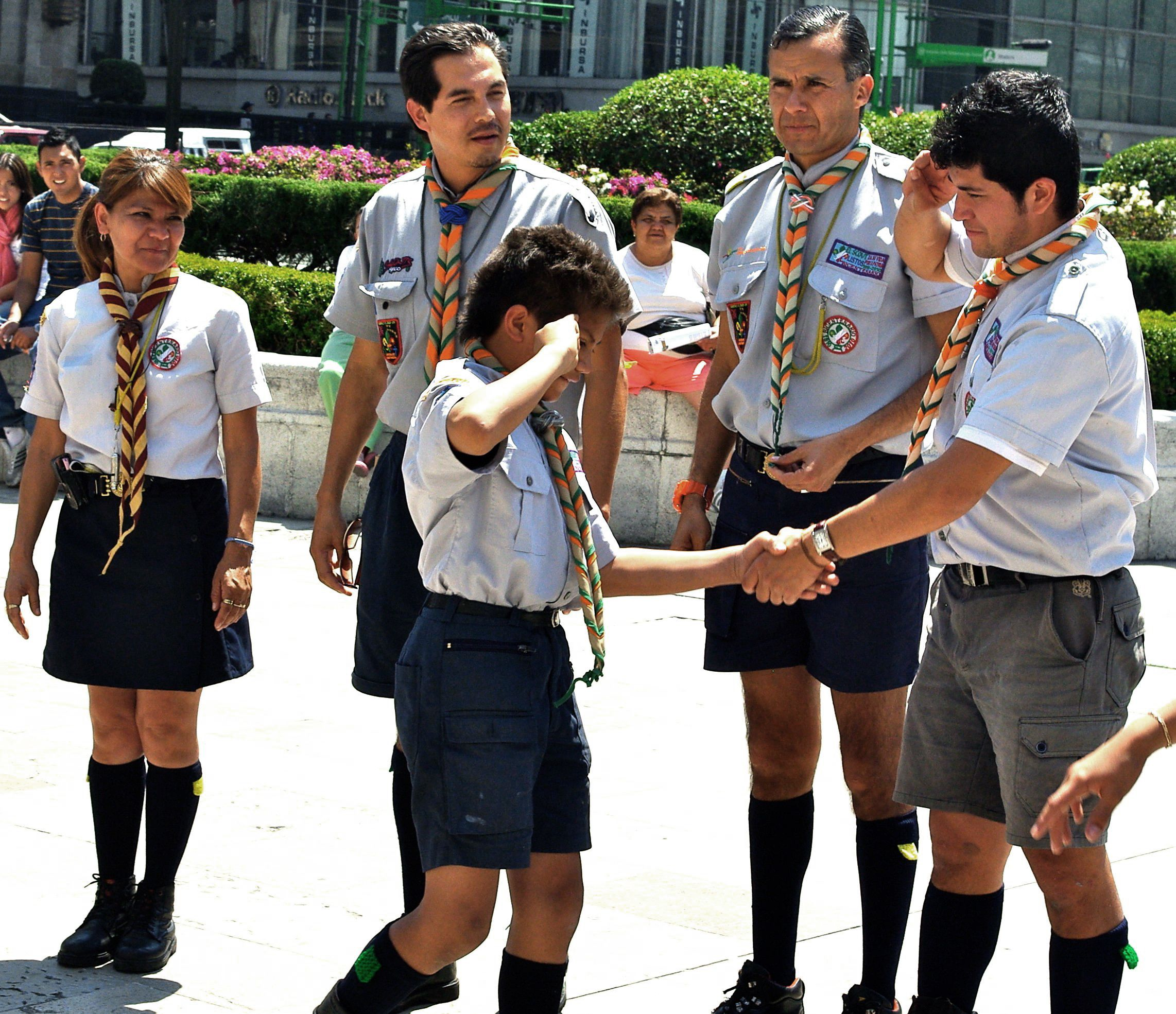
Mexičtí skauti vítají nováčka.

Skautské podání ruky je formální způsob pozdravu mezi skauty obou pohlaví používaný členy skautského hnutí po celém světě při pozdravu jiných skautů. Podání ruky se provádí rukou nejbližší srdci a je nabízeno jako projev přátelství. Ve většině případů je podání rukou pevné, bez propletení prstů, a mnohé organizace používají podání ruky pouze, pokud jsou oba lidé ve skautském kroji. Existuje několik variant podání ruky mezi jednotlivými národními skautskými organizacemi, a také v některých programových sekcích. Pozdrav levou rukou je často kombinován se skautským pozdravem pravou rukou s třemi vztyčenými prsty.
Boy Scout Handbook z roku 1935 říká: „Na základě dohody skautských vedoucích po celém světě, skauti zdraví bratry skauty vřelým stiskem levé ruky.“
V českém prostředí se běžně proplétají prsty – malíčky obou rukou se do sebe zaklesnou.

## Význam podání levé ruky
Podání ruky jako starobylé znamení statečnosti a respektu, má dle různých zdrojů různý původ. Lord Baden-Powell ho použil po boji s Prempem I, objevuje se ve dříve zveřejněném díle Ernesta Thompsona Setona. Existují různé verze příběhu o setkání s Prempehem, všechny se soustřeďují na africké válečníky, kteří pomocí levé ruky drží štíty a jejich odložením a podáním levé ruky ukazují, že věří jeden druhému.
Dle verze příběhu podle bojovníků Ašantů, je plukovník Baden-Powell pozdravil pravou rukou, ale náčelníci Ašantů nabídli své levé ruce a řekli: „V naší zemi pouze ten nejstatečnější ze statečných podává levou rukou, k tomu musíme odložit štíty a naši ochranu.“ Ašantové věděli o Baden-Powellově statečnosti, protože bojovali proti němu i po jeho boku, a byli hrdí že mohou nabídnout levou ruku jako symbol statečnosti.
Další verze příběhu je, že podání levé ruky byla pocta věnována generálu Kweku Andoh – ten byl levák a měl tendence podávat levou ruku. Baden-Powell mu věnoval svou řeč po „pádu Prempha“: „… (Bez jeho svolení) Je Andoh náčelník Elmina můj průvodce, poradce a přítel.“ Generál Kweku Andoh byl důstojník v britské armádě, který vedl vojska do Kumasi, kde zajali Prempeha I a údajně učil Baden-Powella jako zvěda v džungli.
Termín sám byl používán jako název díla Hilary Saint George Saunderse, The Left Handshake: The Boy Scout Movement during the War, 1939-1945, vzhledem k mimořádné odvaze, kterou projevili během těch časů. Podle předmluvy od Britského náčelníka skautů Lorda Rowallane:
| „ | Když plukovník Baden-Powell vstoupil do hlavního města lidu Ašanti v roce 1890, setkal se s jedním z velitelů, který přišel a napřáhl levou ruku. B.-P. nabídl na oplátku svoji pravou ruku, ale náčelník řekl: „Ne, v mé zemi si nejstatečnější ze statečných podávají levou rukou.“ Tím začal s „podáním levé ruky“ v celosvětovém bratrství skautů. V této knize jsou vyprávěny některé příběhy odvahy a vytrvalosti skautů v mnoha různých zemích během války 1939–1945. Ani v mnoha knihách by nebylo dost místa říct je všechny. Některé nemohou být vyprávěny vůbec, některé z politických důvodů a jiné kvůli úmrtí jejich protagonistů jako neznámých. Plnili svůj slib, udělali to nejlepší, aby naplnili svou povinnost k Bohu a jejich zemi. Mysleli na ostatní lidi a ne sebe. Takže když přišel čas, byli připraveni tělem i duší splnit svoji povinnost. Jejich záznam je nepřekonatelný. Byli „nejstatečnější ze statečných“. | “ |

Dle jiné symboliky je levá ruka blíže k srdci.